# Байджнатх (Уттаракханд)
Байджнатх (англ. Baijnath) — населённый пункт в индийском штате Уттаракханд в округе Багешвар. Расположен на берегах реки Гомати, в центре горной долины Катьюри. Известен своими древними индуистскими храмами. Средняя высота над уровнем моря — 1130 метров. В период с VII по XI век, Байджнатх был столицей царей Катьюри и носил название Картикеяпура.